# Простева, Елена Олеговна
Елена Олеговна Простева (род. 22 ноября 1990 года,Новокузнецк) — российская горнолыжница, МСМК по горнолыжному спорту,участница Олимпийских игр в Ванкувере. Пятикратная чемпионка России,призерка этапов кубка Европы и международных соревнований.Универсал, с одинаковым успехом выступает во всех дисциплинах горнолыжного спорта.
В Кубке мира Простева дебютировала в феврале 2009 года, в декабре того же года первый, и пока последний раз попала в тридцатку лучших на этапе Кубка мира, в комбинации. Лучшим достижением Простевой в общем зачёте Кубка мира является 127-е место в сезоне 2009-10.
На Олимпиаде-2010 в Ванкувере стартовала во всех пяти дисциплинах: скоростной спуск - 26-е место, комбинация - не финишировала, супергигант - 24-е место, гигантский слалом - не финишировала, слалом - 28-е место.
За свою карьеру участия в чемпионатах мира пока не принимала.
Выпускница СибГИУ 2014 года.